# Phương Thành
Phương Thành (chữ Hán giản thể: 方城县, Hán Việt: Phương Thành huyện) là một huyện thuộc địa cấp thị Nam Dương, tỉnh Hà Nam, Cộng hòa Nhân dân Trung Hoa. Huyện Phương Thành có diện tích 2542 km2, dân số khoảng 1 triệu người. Huyện Phương Thành có tài nguyên khoáng sản phong phú: các mỏ kim loại, nguồn đá hoa cương, đá granít, đá đô lô mít.
Huyện này được chia ra thành các đơn vị hành chính gồm 16 trấn và hương. 